# أوقيانوس

أوقيانوس في نافورة تريفي، روما.

أوقيانوس (بالإنجليزية Oceanus أَو Okeanos) يُشيرانِ إلى المحيط بشكل عام والمحيط الأطلسي بشكل أخص لاحقا، في الأساطير الإغريقية وهو إله ابن اورانوس وغايا أحيانًا كما أنه والد إلهات النسيم. وأوكيانوس Okeanos تعني بالإغريقية المحيط، لأوقيانوس كإله في الميثولوجيا الإغريقية الكثير من الحكايات والقصص المختلفة.

## صفاته
يُعْتَقَد بأنَّه شبه ثعبان وفي أغلب الأحيان الجسمِ الأعلى رجل عضلي مَع لحية وقرون طويلة، والجذع السفلي سمكة.

## قصته
كان أوقيانوس هو أقوى التيتانين الإثنى عشر وكان إخوته وأخواته الإحدى عشر يحسدونه على قوته ولذلك كان الخصام دائما بينه وبينهم. حاول أوقيانوس عدة مرات اغتصاب هيرا، لكن زيوس استطاع حمايتها بسلطته.
وكان أوقيانوس حاكم المحيطات والأنهار، زوجة أوقيانوس أختُه تيتيس، ومِنْ زواجهم جاءت حورياتَ المحيطَ، وكُلّ أنهار العالمِ وهم آلهة الأنهار والبحار وحوريات الينابيع الأوكيانيديات Okeanide
و بعد هذه الولادات انفصل أكيانوس عن تيثيس لكي لا يلدو أكثر من الحاجة وتغطي المياه الكون.
ترك له زيوس حكم المحيطات لأنه لم يتمرد كبعض التيتانيين ضده. ولد له من أخته ثايئا الكركوبيين Kerkopen. وقد كان التايتن الوحيد الذي لم يكن ضدّ زيوس في الحربِ. هو كَانَ حامي هيرا وريا أثناء القتال!.
كما يقال أنه رَفضَ أيضًا أَنْ يُؤيّدَ كرونوس في الثورةِ الأخيرةِ ضدّ أبّيهم، اورانوس. وبعد انتهاء الحرب بين التيتان والأوليمبس أخذ بوسيدون مكان أوقيانوس وحكم البحر الأبيض المتوسط بينما كافأ زيوس أوقيانوس وجعله حاكما على المحيطات والأنهار